# Royal Horticultural Society‘s Garden, Harlow Carr

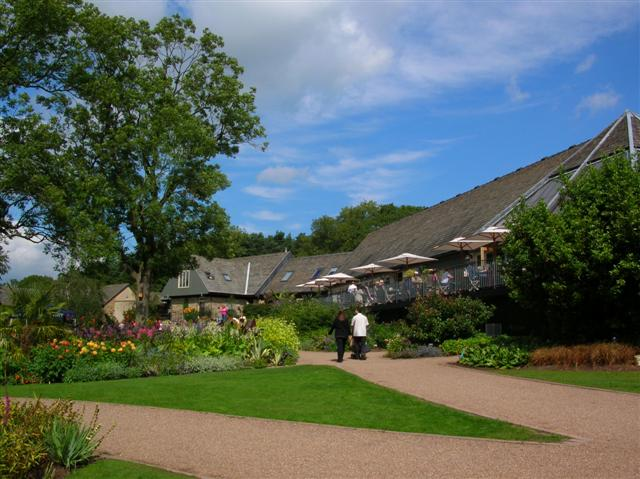
Entrada a Harlow Carr.

El Jardín botánico Harlow Carr, en inglés: Royal Horticultural Society‘s Garden, Harlow Carr es un jardín botánico de 27,5 hectáreas de extensión, siendo uno de los cuatro jardines botánicos que están administrados por la Royal Horticultural Society. Se encuentra cerca de Harrogate en el condado de North Yorkshire. Pertenece como miembro al BGCI, su código de identificación internacional como institución botánica así como de su herbario, es HARR.

## Localización
Se encuentra a unos 3 kilómetros de distancia del centro de Harrogate.
Harlow Carr Botanical Gardens, The Northern Horticultural Society, HARROGATE, N. Yorkshire HG3 1QB, U.K. Harrogate, Reino Unido.
- Teléfono: 44 (0)1423 508237

## Historia
Los jardines se sitúan en un área en la cual estuvo en un tiempo parte del bosque de Knaresborough, un antiguo coto de caza real. Los manantiales de aguas sulfurosas fueron descubiertos aquí en el siglo XIII pero el desarrollo del lugar como un balneario no ocurrió sino una centuria más tarde. En 1840, el dueño de la finca, Henry Wright, limpió hacia fuera y protegió uno de los pozos y cuatro años más tarde construyó un hotel y una a casa de baños. La gente pagaba 2s 6d (12.5 peniques nuevos) por bañarse en sus cálidas aguas. Los jardines fueron diseñados al alrededor de la casa de baños, y en 1861 los manantiales de Harlow Carr fueron descritos como : 

'un dulce punto aislado... los terrenos presentados cuidadosamente, adornados con una selección de árboles, de arbustos, de flores, de senderos, de asientos cómodos y de zonas de descanso sombrías.'

El hotel ahora es el edificio principal de Harrogate y la casa de baños ahora contiene el centro de estudio del jardín. El edificio fue reconvertido en 1958 y contiene una sala de reuniones, la biblioteca y las oficinas. Sigue habiendo las seis cabezas que se situaban delante de la casa del baño se han encapsulado y se encuentran debajo de la actual rocalla de piedra caliza. A veces hay un olor distintintivo a sulfuro en esta zona.

La « Northern Horticultural Society »  fue fundada en 1946 con los objetivos de: 

'promover y desarrollar las ciencias, las artes y la práctica de la horticultura teniendo como referencia preferente las condiciones imperantes en el Norte de Inglaterra.'

 La sociedad arrendó 10.5 hectáreas de arbolado mezclado, con pastos y tierras de labor en la colina de Harlow de la Harrogate Corporation y abrió los jardines botánicos de Harlow Carr en 1950. El objetivo principal de la empresa era instalar una tierra de cultivo para ensayos donde determinar la conveniencia de las plantas para ser cultivadas en climas norteños. Las 10.5 hectáreas originales se han ampliado a 27.5 an la actualidad.
Geoffrey Smith, escritor y presentador, fue el Superintendente de Harlow Carr de 1954 a 1974
El jardín es la adquisición más reciente de la RHS, adquirido por la fusión de la Northern Horticultural Society con la RHS en el 2001. Este había sido el campo de pruebas y el jardín de exhibición de la Northern Horticultural Society desde que lo adquirieron en el 1946.

## Colecciones
Harlow Carr alberga:
- Rose Revolution Borders

- Winter Walk

- Kitchen Garden

- Gardens through Time

- The Queen Mother’s Lake

- Woodland

- Streamside

- Wildflower meadow & bird hide

- Arboretum

- Humus-rich Terraces

- Winter Garden

- Scented Garden

- Foliage Garden

- Annual & perennial displays

- Ornamental Grasses Border

- Alpinum

- Herb Garden

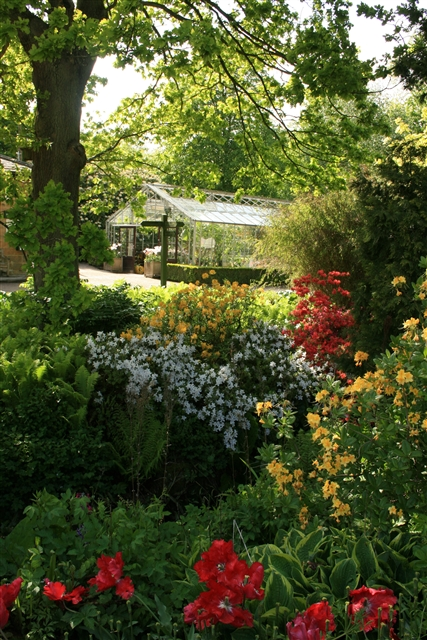
Uno de los invernaderos de Harlow Carr.

Además alberga también al legendario Bettys Cafe Tea Rooms.